# Pseudonicsara alces
Pseudonicsara alces är en insektsart som beskrevs av Sigfrid Ingrisch 2009. Pseudonicsara alces ingår i släktet Pseudonicsara och familjen vårtbitare. Inga underarter finns listade i Catalogue of Life.